# Someone to Watch Over Me (песня)
«Someone to Watch Over Me» — песня 1926 года, написанная Джорджем Гершвином на слова Айры Гершвина при содействии Говарда Дитца, который придумал название. Песня была написана для мюзикла «О, Кей!» (1926), а на Бродвее её исполняла английская актриса Гертруда Лоуренс, держа в руках тряпичную куклу в сентиментальной сольной сцене. Мюзикл выдержал более 200 представлений в Нью-Йорке, а затем, в 1927 году, не менее успешно прошёл в Лондоне, и в обоих случаях центральным элементом была эта песня. Лоуренс выпустила песню в качестве сингла в среднем темпе, и в 1927 году она заняла второе место в чарте США.

## О песне
Изначально песня «Someone to Watch Over Me» была написана Джорджем Гершвином для мюзикла «О, Кей!» как «быстрая и джазовая» up-tempo-мелодия с пометкой scherzando (игриво) в нотной записи — но в 1930-х и 1940-х годах она была записана певцами в более медленном темпе баллады, который стал стандартом. Наиболее узнаваемая медленная версия песни была впервые исполнена Ли Уайли в 1939 году, а затем Маргарет Уайтинг в 1944 году.
Говард Дитц, который участвовал в написании других песен для «О, Кей!», пока Айра Гершвин лежал в больнице с разрывом аппендикса и не мог работать в течение шести недель, утверждал, что он помог написать текст песни «Someone to Watch Over Me». Его имя не было указано в титрах, и ему заплатили совсем немного за его вклад. В своих мемуарах 1974 года Дитц подтвердил, что название песни было его идеей, о чём Айра впервые рассказал в своей книге 1959 года «Тексты песен по разным поводам».
Лоуренс исполняла эту песню в 1926 и 1927 годах в сольной сцене в начале второго акта. Лоуренс была одета в униформу горничной и пела тряпичной кукле, которую держала в руке. В 1934 году Джордж Гершвин описал тряпичную куклу как мальчика и сказал: «Я не знаю, где он сейчас… Он, безусловно, хорошо сыграл свою роль». Гершвин сказал, что нашёл куклу в магазине игрушек в Филадельфии, где шла работа над пьесой, и отдал её Лоуренс, чтобы та использовала её в качестве реквизита в сцене, чтобы усилить ощущение уязвимости её персонажа. Это дополнение, сделанное в последний момент, удивило режиссёра пьесы.

## Значимые записи
Песня была записана Фрэнком Синатрой в 1946 году для его дебютного альбома The Voice of Frank Sinatra, в 1954 году для фильма «Это молодое сердце» и снова во время сессий Nice 'n' Easy в 1960 году. Популярные записи Синатры помогли сформировать стандартный медленный стиль. «Somebody to Watch Over Me», в частности, исполняли Элла Фицджеральд (1950 и 1959), Сара Воан (1957), Дакота Стейтон (1960), Барбра Стрейзанд (1965), Джули Эндрюс (1968), Рэй Чарльз (1969), Вилли Нельсон (1978), Шинейд О’Коннор (1992), Рики Ли Джонс (2000), Элтон Джон (2002) и Эми Уайнхаус (2008). Нельсон Риддл создал две оркестровые версии: одну для Кили Смит в 1959 году для альбома Swingin' Pretty, а другую для Линды Ронстадт в 1983 году для альбома What’s New. Последний альбом получил премию «Грэмми». Песня также прозвучала в фильме «Опус мистера Холланда» (1995) в исполнении Джин Луизы Келли в фильме и Джулии Фордхэм в саундтреке к фильму.
Было выпущено более 1800 записей этой песни, почти все в стиле медленной баллады.